# 2008-as Fonogram díj átadása
A 2008-as Fonogram-díjkiosztó ünnepségre, a Fonogram díj átadására, 2008. január 28-án került sor, amelyet a Magyar Televízió élőben közvetített.
A gálaest fellépői: a Bikini, a Bon-Bon, Dolhai Attila, Herczku Ágnes – Nikola Parov, a Kerekes Band, a Kispál és a Borz – "csendes-ülős", Lola, Mark, a The Moog, a Subscribe és Zagar voltak.

## Az év hazai rockalbuma
Bikini – Őrzöm a lángot (EMI)
- 30Y – Semmi szédítő magasság (CLS Music)
- Ossian – Örök tűz (Hammer Music)
- Republic – Fényes utakon (EMI)
- Tankcsapda – Elektromágnes (CLS Music)

## Az év külföldi rockalbuma
Eagles – Long Road Out Of Eden (Universal Music)
- Bruce Springsteen – Magic (Sony BMG)
- Foo Fighters – Echoes, Silence, Patience & Grace (Sony BMG)
- Mark Knopfler – Kill To Get Crimson (Universal Music)
- Nightwish – Dark Passion Play (Hammer Music)

## Az év hazai modern rock albuma
Subscribe – Stuck Progress To Moon (Hammer Music)
- Stereomilk – Stereomilk (FF Film & Music)
- Supernem – Nemde (1G)
- The Moog – Sold For Tomorrow (Tom Tom Records)
- Torres Dani – Revolutio (Sony BMG)

## Az év külföldi modern rock albuma
Avenged Sevenfold – Avenged Sevenfold (Warner Music)
- Apocalyptica – Worlds Collide (Sony BMG)
- Fall Out Boy – Infinity On High (Universal Music)
- Good Charlotte – Good Morning Revival (Sony BMG)
- Linkin Park – Minutes To Midnight (Warner Music)

## Az év hazai popalbuma
Mark – Ments meg szerelem! (mTon)
- Bartók Eszter – Indigo (Tom Tom Records)
- Magna Cum Laude – Magnatofon (mTon)
- Péterfy Bori & Love Band – Péterfy Bori & Love Band (Megadó)
- Szekeres Adrienn – Olyan mint te (mTon)

## Az év külföldi popalbuma
Amy Winehouse – Back To Black (Universal Music)
- Justin Timberlake – Futuresex/Lovesounds (Sony BMG)
- Seal – System (Warner Music)
- Maroon 5 – It Won't Be Soon Before Too Long (Universal Music)
- Rihanna – Good Girl Gone Bad (Universal Music)

## Az év hazai jazzalbuma
Loop Doctors – High Voltage(KCG)
- Fusio Group – Stickman (Tom Tom Records)
- Illényi Katica – The Jazzy Violin (Private Moon)
- Majsai Gábor – Swing, Swing, Swing (Chrisco Produkció)
- Tóth Viktor – Climbing with Mountains (BMC Records)
- Zsoldos Béla és a Budapest Jazz Orchestra – Timpani Concerto (KCG)

## Az év hazai világzenei albuma
Napra – Jaj, a világ (Folkeurópa)
- Barbaro – III (Barbaro)
- Bognár Szilvia-Herczku Ágnes-Szalóki Ági – Szájról szájra (Folkeurópa)
- Kerekes Band – Pimasz (Kerekes Band)
- Pannonia Allstars Ska Orchestra – The Return of The Pannonians (Skaland)
- Váradi Roma Café – Isten hozott a családban (Sony BMG)

## Az év hazai dance- vagy electroalbuma
Zagar – Cannot Walk Fly Instead (CLS Music)
- B. Tóth László – Retro Poptarisznya (Private Moon)
- Beat Dis – Keep Still! (Chameleon Records)
- Josh és Jutta – Szabadon(mTon)
- Singas Project – Yolife (Chameleon Records)

## Az év külföldi dance- vagy electroalbuma
David Guetta – Pop Life (EMI)
- Kosheen – Damage (Universal Music)
- Roisin Murphy – Overpowered (EMI)
- The Chemical Brothers – We Are The Night (EMI)
- Tiesto – Elements Of Life (Record Express)

## Az év hazai szórakoztató zenei albuma
Bereczki Zoltán-Szinetár Dóra – Musical Duett (EMI)
- Budapest Bár – Volume 1. (EMI)
- Dolhai Attila – Olasz szerelem (Sony BMG)
- Irigy Hónaljmirigy – K.O. Média (CLS Music)
- Mészáros Árpád Zsolt – Musicalek MÁZS-képpen (Private Moon)

## Az év hazai rap- vagy hiphopalbuma
Bëlga – Zigilemez (1G)
- L.L. Junior – Fehér holló (Magic World Media)
- Ludditák – Tizenegyes (Playground Records)
- Majka – Húz a szívem haza (mTon)
- Ogli G – Full gizda (Universal Music)

## Az év külföldi rap- vagy hiphopalbuma
Kanye West – Graduation (Universal Music)
- 50 Cent – Curtis (Universal Music)
- Gym Class Heroes – As Cruel As School Children (Warner Music)
- Jay-Z – American Gangster (Universal Music)
- Timbaland – Shock Value (Universal Music)

## Az év hazai gyermekalbuma
Kaszás Attila – Kit ringat a bölcső, Janikát... (mTon)
- Bújj-Bújj Zöld Ág (együttes) – Óvodások aranyalbuma 2. (Zenekar)
- Halász Judit – Szeresd a testvéred (EMI)
- Kaláka – Madáretető (Gryllus)
- Kócos Kis Ördögök – Családi retrobuli (Zenekar)
- Péter Szabó Szilvia – Mesék, mondák, mondókák (Universal Music)

## Az év felfedezettje
Mark (mTon)
- Cozombolis (Universal Music)
- Csézy (mTon)
- Magashegyi Underground (CLS Music)
- The Moog (Tom Tom Records)

## Az év dala
Ákos – Adj hitet (Falcon Media)
- Magashegyi Underground – Szeplős váll (CLS Music)
- Magna Cum Laude – Színezd újra (mTon)
- Rúzsa Magdi – Aprócska Blues (CLS Music)
- Szekeres Adrienn – Olyan mint te (mTon)

## Az év hazai zenei DVD-je
Ákos – Még közelebb (Falcon Media/mTon)
- Back II Black – Sodor a Funky (mTon)
- Charlie – 40 év Rock N' Roll (EMI)
- Neo – A Planetary Voyage (mTon)
- Zorán – Közös szavakból (Universal Music)